# 宮本孝男
宮本 孝男（みやもと たかお、1950年4月17日 - ）は、茨城県龍ケ崎市出身の、元プロ野球選手及び元競輪選手。1972年及び競輪時代の登録名は宮本 孝雄（読み同じ）。

## 来歴・人物
竜ヶ崎第一高校ではエース。切れのいいカーブを武器とした本格派。コントロールがあとひと息といわれているが、主将で四番を打ちバッティングも高く評価されていた。1968年ドラフト会議で東映フライヤーズから3位指名を受け入団。ポジションは投手。1972年の登録名は宮本 孝雄。同年限りで引退。
その後、競輪選手に転身。日本競輪選手会茨城支部に在籍していた。日本競輪学校第35期生で、同期には中野浩一らがいる。なお、競輪選手登録名は宮本 孝雄である。1975年5月3日、取手競輪場でデビューし、初勝利も同日。1976年の全日本新人王戦で決勝進出(4着)の実績がある他、日本選手権競輪に8回出場するなど、1983年頃までは特別競輪（現在のGI）に常時出場機会を得ていた。2001年7月31日選手登録削除。通算戦績2065戦202勝。

## 詳細情報

### 年度別投手成績
| 年 度     | 球 団     | 登 板 | 先 発 | 完 投 | 完 封 | 無 四 球 | 勝 利 | 敗 戦 | セ 丨 ブ | ホ 丨 ル ド | 勝 率 | 打 者 | 投 球 回 | 被 安 打 | 被 本 塁 打 | 与 四 球 | 敬 遠 | 与 死 球 | 奪 三 振 | 暴 投 | ボ 丨 ク | 失 点 | 自 責 点 | 防 御 率 | W H I P |
| --------- | --------- | ----- | ----- | ----- | ----- | -------- | ----- | ----- | -------- | ----------- | ----- | ----- | -------- | -------- | ----------- | -------- | ----- | -------- | -------- | ----- | -------- | ----- | -------- | -------- | ------- |
| 1970      | 東映      | 2     | 2     | 0     | 0     | 0        | 0     | 0     | --       | --          | ----  | 11    | 2.1      | 3        | 1           | 2        | 0     | 0        | 1        | 0     | 0        | 1     | 1        | 4.50     | 2.14    |
| 通算：1年 | 通算：1年 | 2     | 2     | 0     | 0     | 0        | 0     | 0     | --       | --          | ----  | 11    | 2.1      | 3        | 1           | 2        | 0     | 0        | 1        | 0     | 0        | 1     | 1        | 4.50     | 2.14    |

### 記録
- 初登板・初先発登板：1970年4月29日、対西鉄ライオンズ5回戦（後楽園球場）、2回1失点で勝敗つかず

### 背番号
- 14 （1969年 - 1971年）
- 41 （1972年）

### 登録名
- 宮本 孝男 （みやもと たかお、1969年 - 1971年）
- 宮本 孝雄 （みやもと たかお、1972年）